# Замок Белвер
Замок Белвер (порт. Castelo de Belver) — средневековый замок в поселке Белвер округа Порталегри Португалии.
Считается одним из наиболее сохранившихся образцов средневековой португальской военной архитектуры. Расположен на вершине гранитной горы к востоку от поселка и доминирует над районом слияния рек Белвер и Тежу.

## История
В период Реконкисты на Пиренейском полуострове регулярные рейды христианских войск заставили правителя Альмохадов Якуба аль-Мансура отступить на юг, за реку Тежу (1190—1191). В 1194 году Саншу I (1185—1211) подарил область между реками Зезере и Тежу, называвшуюся Guidintesta, магистру ордена госпитальеров в Португалии Афонсу Паишу с указанием построить в Белвере замок. В 1210 году, когда король Саншу обнародовал своё завещание, госпитальеры получили новые земли в районе Белвера. Замок в поселке был завершен к 1212 году.
Во время правления Саншу II (1223—1248) замок был хранилищем королевской казны.
Между 1336 и 1341 годами деревня Белвер и её замок были одним из самых значимых форпостов госпитальеров, хотя их штаб-квартира располагались далеко на севере, в Леса-ду-Балиу.
После кризиса 1383—1385 годов, во время правления Жуана I (1385—1433), война с Кастилией вернула замку его стратегическое значение. По этой причине, начиная примерно с 1390 года, коннетабль Нуну Альвареш Перейра несколько раз давал указание укрепить замковые сооружения (в частности, был построен донжон).
В XVI веке в замке жила принцесса Жуана. Согласно легенде, в 1553 году в Белвере находился в заключении юный Луиш де Камойнш.
При вступлении на трон представителей династии Габсбургов (1580) замок и его население осталось верным Антонио из Крату. В конце XVI века внутри крепостных стен была возведена часовня Святого Власия.
Землетрясение 1755 года привело к серьезным повреждениям замковых построек, усиливавшимся по мере прихода замка в запустение. В XIX веке он стал использоваться в качестве кладбища для жителей села Белвер (1846).
Землетрясение 1909 года вызвало дальнейшее повреждение замковых построек, что привлекло внимание властей и привело к объявлению замка национальным памятником в июне 1910 года. В 1940 году начались работы по реконструкции замка под эгидой Генеральной дирекции национальных зданий и памятников (DGEMN) (1939—1946). Позже проводились менее масштабные работы по восстановлению стен, крыш и часовни (1976), электрификации (1986) и реставрации донжона (1987—1988). В 2005 году была запущена программа по новой реставрации замка.

## Архитектура
Замок имеет трапециевидную планировку, с донжоном в центре и часовней эпохи Возрождения.
Донжон имеет четырехугольную форму и толстые стены (около 4 метров на первом этаже). На первый этаж можно попасть через массивные ворота арочной формы с южной стороны по гранитной лестнице. Верхние этажи донжона с ранних времен использовались для приемов и торжеств.
Стена имеет зубцы по периметру, в некоторых участках с бойницами. Она усилена башенками и имеет площадки для расмещения солдат на стенах. Южная стена имеет ворота с двумя башенками по сторонам. На западной стороне находится цистерна, а на северной стороне — часовня Святого Власия. Внутри часовни расположен алтарь, украшенный резьбой.

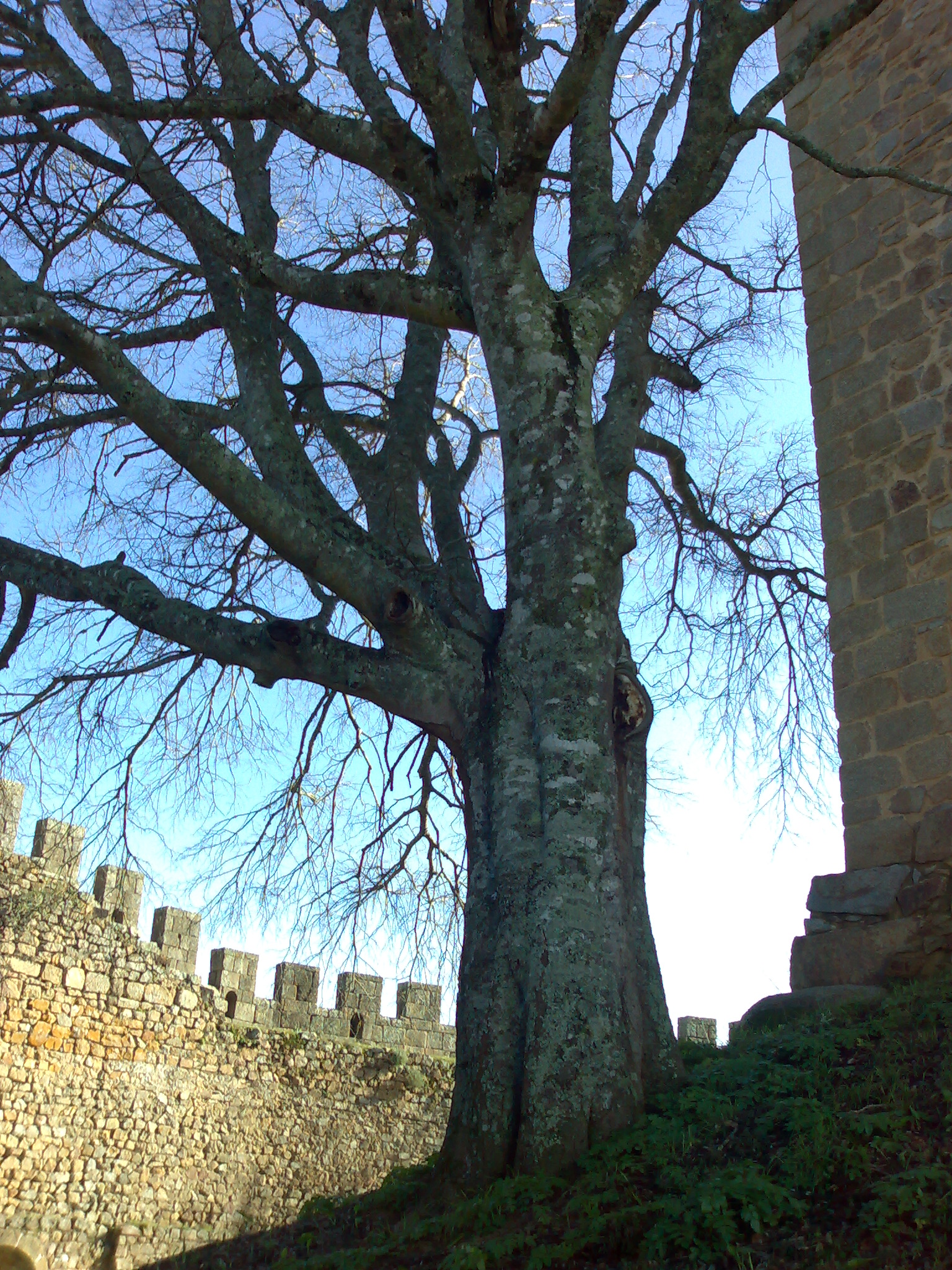
Вид на внутренний двор замка
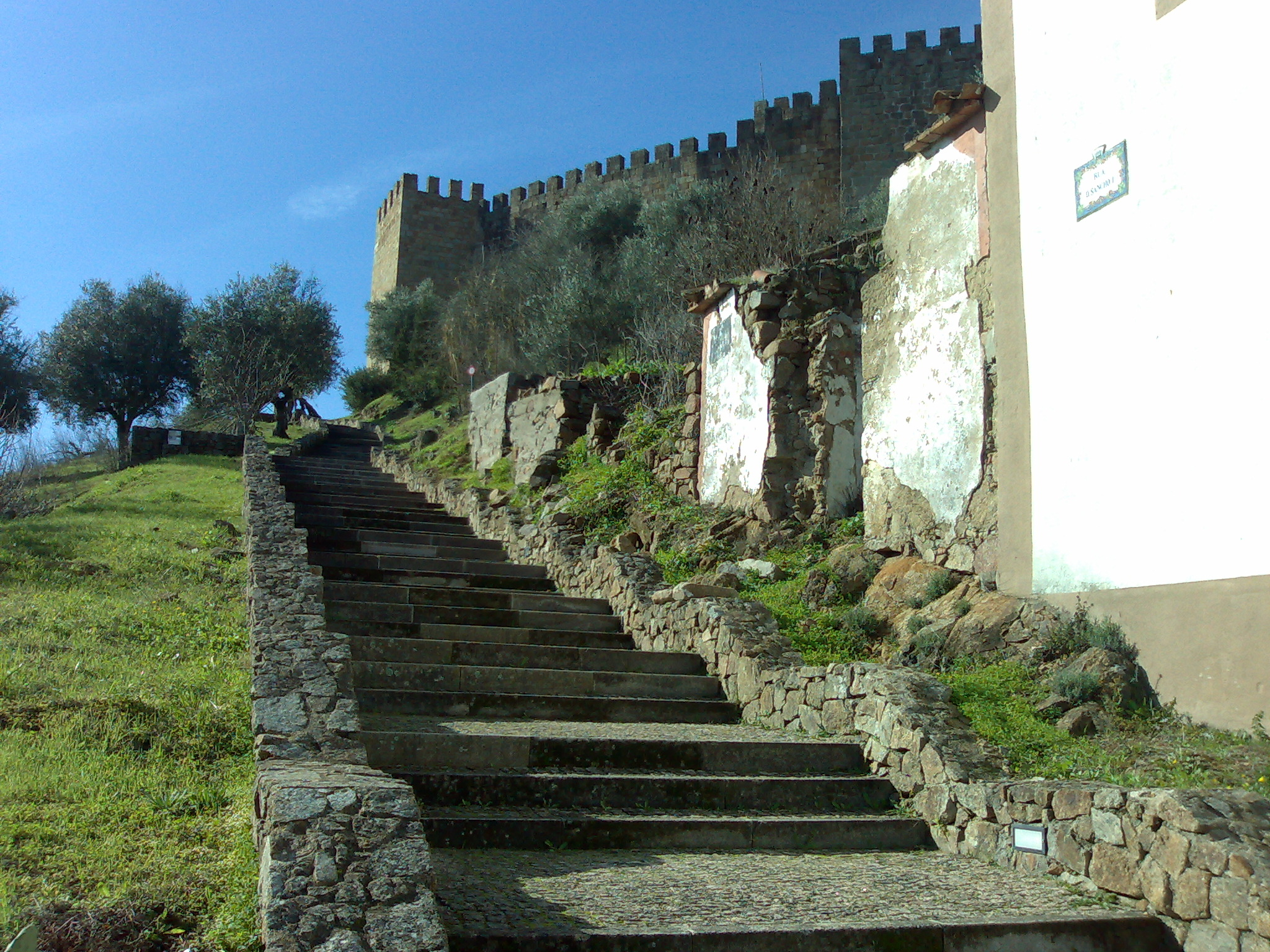
Лестница, ведущая к воротам замка
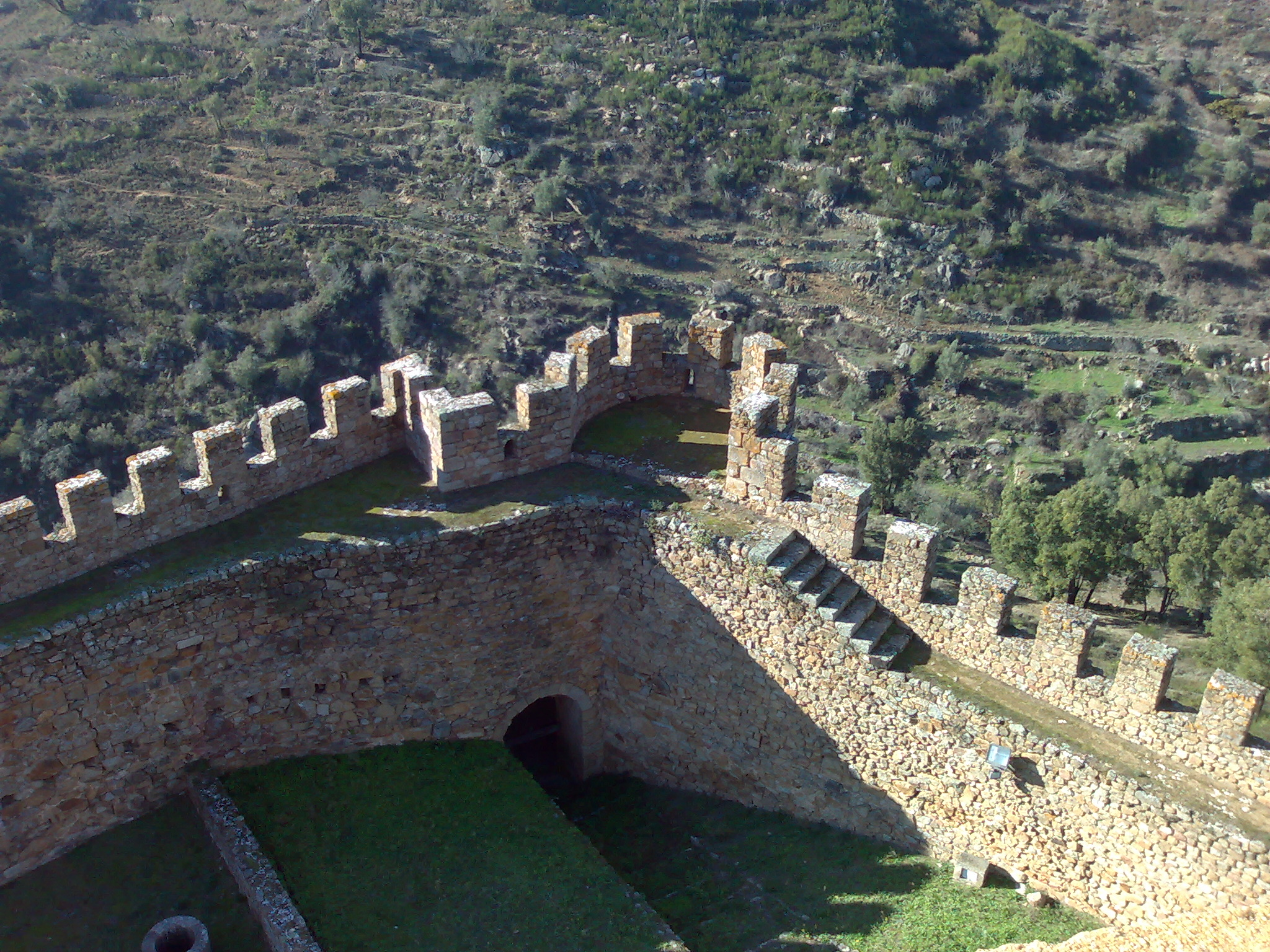
Башня и участок стены
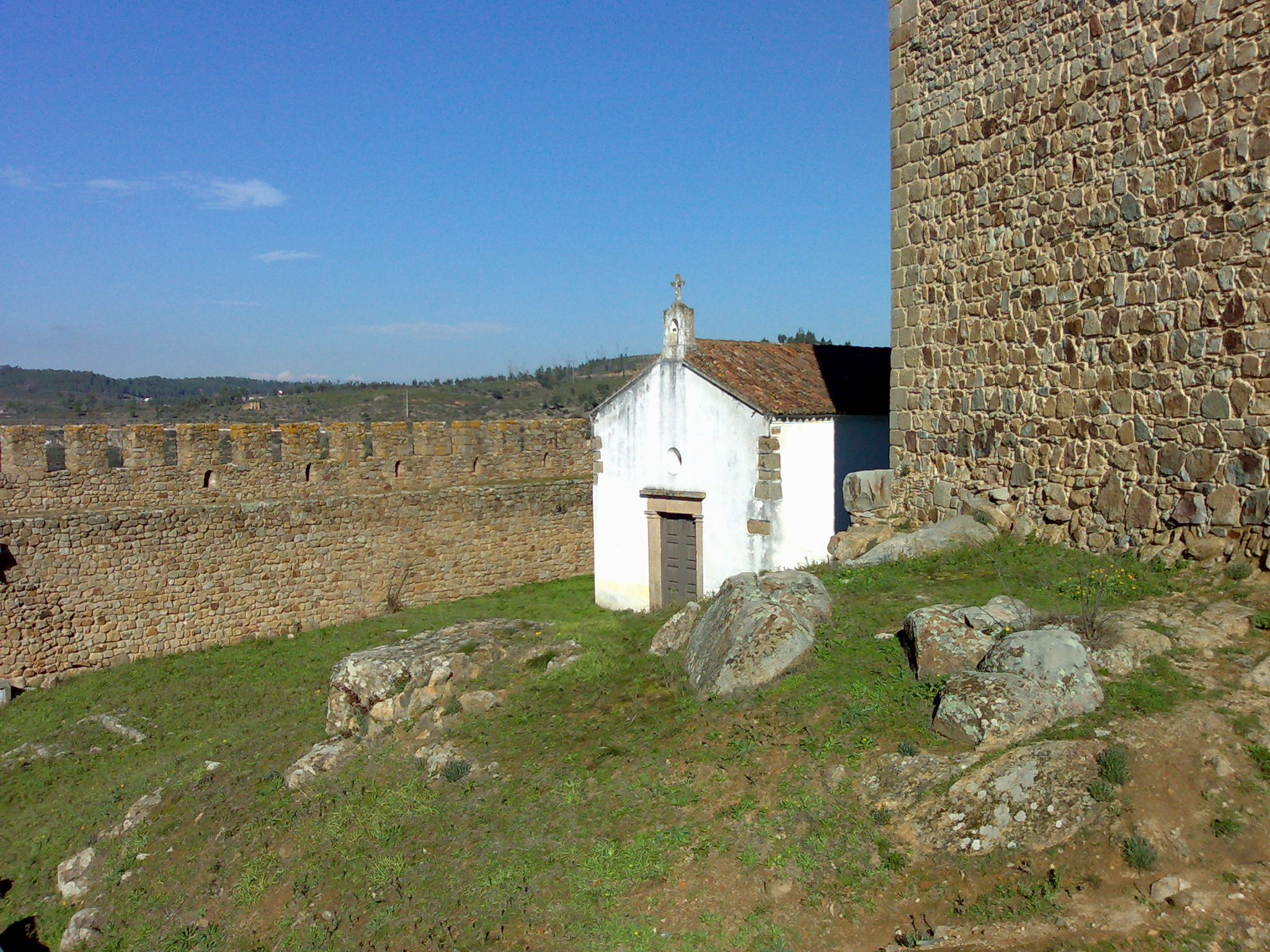
Часовня Святого Власия